# مسجد قانی بای محمدی
مسجد قانی‌بای محمدی (به عربی: مسجد قانی بای المحمدی) یکی از مسجدهای تاریخی در قاهره است که در سال ۱۴۱۳ و در دوران پادشاهی دودمان برجی در سلطنت ممالیک ساخته شد. در خیابان صلیبه در قاهره جای دارد و در همسایگی آن مسجد و خانقاه شیخو جای دارد.
اینکه چرا شاهزاده قانی‌بای را محمدی می‌نامند ازآنجاییست که او از سوی شاه ظاهر سیف‌الدین برقوق از بازرگانی به نام محمد خریداری شد. قانی‌بای زیر فرمان سلطان برقوق و سپس برای شیخ المحمودی جانشین دمشق کار کرد و در زمان سلطنت شاهزاده فرج بن برقوق به جایگاه داودارا گماشته شد. داودارا نام یکی از برجسته‌ترین جایگاه‌های دفتری‌ست که نامه‌نگاری‌های دست‌اندرکاران رسمی و فراهم نمودن نامه‌های سلطان به شاهان و شاهزادگان گوناگون را بر دوش داشت. سپس در زمان سلطان شیخ محمودی به جایگاه جانشین دمشق گماشته شد، ولی در میان دیگر شاهزادگانی که بر ضد سلطان خیزش داشتند کشته شد. وی بعدها در دمشق به خاک سپرده شد.

## بن‌مایه
- همکاری‌کنندگان ویکی‌پدیا، «Mosque of Qanibay al-Muhammadi»، ویکی‌پدیای انگلیسی، دانشنامهٔ آزاد (بازیابی ۱۴ اسفند ۱۴۰۱)